# Jean-Marie Vandam
Jean-Marie Vandam was een gastpersonage uit de Vlaamse soap Thuis. Jean-Marie werd gespeeld door Ben Segers en speelde in 2009 mee.

## Fictieve biografie
Na het vertrek van Femke was Taxi Ter Smissen op zoek naar een nieuwe taxichauffeur. Jean-Marie kwam zich spontaan aanbieden en vooraleer hij was aangenomen, was hij al vertrokken naar zijn eerste klant. Hij werd aangenomen.
Jean-Marie heeft geen vrouw of vaste vriendin. Hij valt op oudere, getrouwde vrouwen. Hij had een oogje op Simonne en trakteerde haar iedere dag met complimentjes, knipoogjes en cadeautjes. Simonne vond de aandacht wel leuk, maar had zich voorgenomen om Frank niet te bedriegen. Jean-Marie had het slim gespeeld: hij nam Frank dikwijls mee naar Ter Smissen en voerde hem steeds zat, zodat Simonne een slecht beeld kreeg van Frank. Op een bepaald ogenblik heeft Simonne dan toch weerstaan aan Jean-Marie's pogingen. Hoewel het bij kussen is gebleven, was Frank razend toen hij het nieuws via via vernam. Het zorgde voor de zoveelste huwelijkscrisis tussen Frank en Simonne, maar het kwam goed.
Voor Jean-Marie liep het minder goed af: Leo ging bij zijn vorige werkgever, Taxi Tom, informeren. Taxi Tom kon niet veel goeds vertellen over Jean-Marie. Hij werd ontslagen, maar kreeg eerst te maken met Frank. Jean-Marie kwam er met de schrik van af en verdween voorgoed.